# 北美金翅雀
北美金翅雀（學名：Spinus tristis），又名北美金翅雀或美國金翅雀，是北美洲的一種雀。牠們是候鳥，於繁殖季節分佈在加拿大至北卡羅萊那州，冬天則分佈在加拿大以南至墨西哥。
北美金翅雀是金翅亞科中唯一會完全換羽，且是兩性異形的。雄雀分別於夏天及冬天呈黃色及橄欖色；雌雀於夏天則呈黃褐色。雄雀在繁殖季節會展示鮮艷的羽毛來吸引異性交配。
北美金翅雀是吃種子的，適合吃種子穗。牠們圓錐狀的喙可以除去種子，靈活的腳則可以抓住種子穗的莖。牠們是群居的，覓食及遷徙時會聚成大群。牠們在築巢時可能是地盤性的，但攻擊性只會維持一段短時間。牠們的繁殖季節與食物供應的高峰是同一時間，於7月開始，對於金雀属來說是較為遲的。牠們一般都是一夫一妻制的，每年只會生一窝。
人類活動一般對北美金翅雀帶來益處。牠們出沒在住宅區，受到人類設置的餵鳥器所吸引，增加了牠們的生存率。伐林為牠們開創了遼闊的草坪，適合牠們棲息。

## 分類
北美金翅雀是由卡爾·林奈（Carolus Linnaeus）於18世紀描述。牠們最初被分類在Spinus屬中，但此屬於1976年被加入到金雀属中作為亞屬。其近親是暗背金翅雀、加州金翅雀及其他金翅雀。牠們雖然與紅額金翅雀都同叫金翅雀，但兩者分屬不同的亞屬，且不是直接有關。金雀属的學名是源自拉丁文的「薊」，種小名則是拉丁文的「悲傷」。現時已知有四個亞種：
- S. t. tristis是最為普遍的亞種。牠們夏天時分佈在由加拿大至美國科羅拉多州，東至南北卡羅萊納州的地方。冬天則分佈在加拿大南部至佛羅里達州及墨西哥中部。[7]
- S. t. pallidus是較為淡色的亞種。牠們有較多的白色斑紋，雄雀有黑冠。牠們比S. t. tristis稍大。夏天分佈在由英屬哥倫比亞至安大略省，南至科羅拉多州，西至俄勒岡州的地方。冬天分佈地擴展至加拿大南部及加利福尼亞州北部，南至墨西哥。[7]
- S. t. jewetti是所有亞種中較為細小及深色的。牠們分佈在英屬哥倫比亞南部至加利福尼亞州中部的喀斯喀特山脈，與S. t. pallidus的分佈地重疊。[7]
- S. t. salicamans於夏天分佈在內華達山脈，冬天則在下加利福尼亞州南部及中部至莫哈韋沙漠及科羅拉多沙漠。於冬天時，雄雀及雌雀都較其他亞種褐色；於夏天時，雄雀的黑冠則較其他亞種細小。[7]

## 特徵

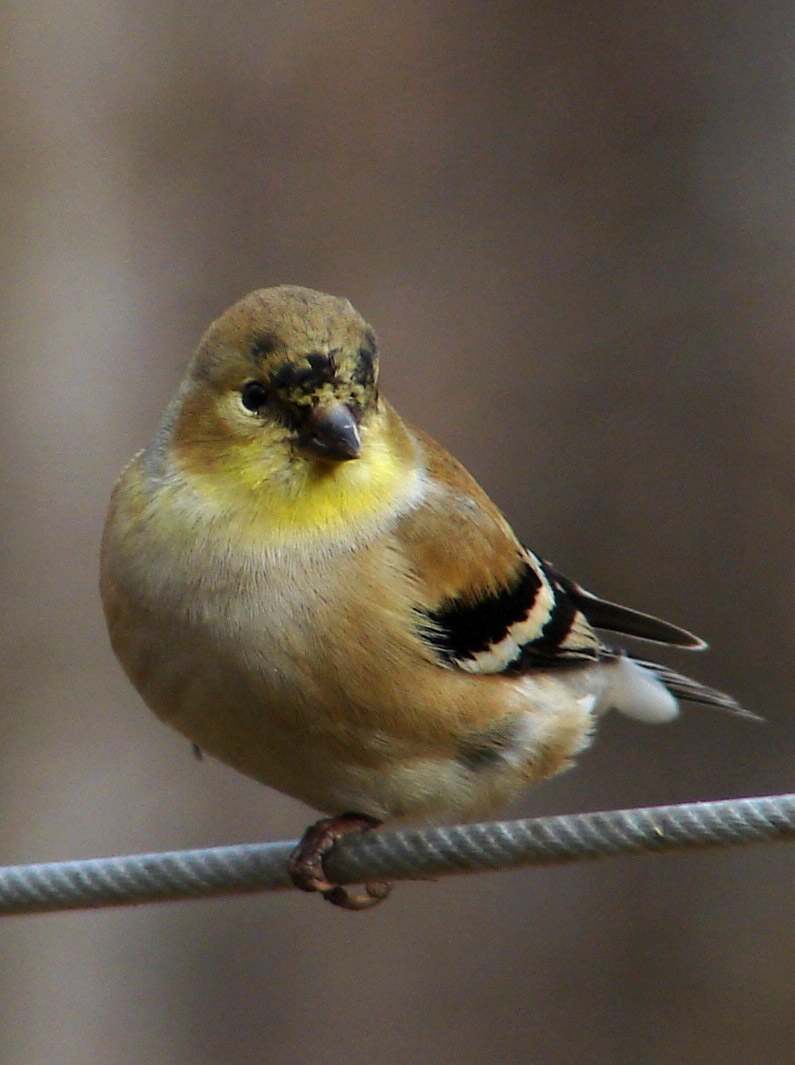
冬天時的北美金翅雀。

北美金翅雀的體型細小，長11-13厘米，翼展19-22厘米，重11-20克。喙細小及呈圓錐形，大部份時間都是粉紅色的，到了春天換羽時就會變成鮮橙色。喙的形狀及大小很適合從薊、向日葵及其他植物中抽出種子。
北美金翅雀於春天及秋天就會換羽。牠們是金雀属中唯一每年換羽兩次的物種。於冬天，牠們會脫換所有羽毛；於春天，牠們會保留雙翼及尾巴的羽毛。雙翼的羽毛上有斑紋，尾羽底及邊有白色斑紋，在換羽後也會保留下來。牠們是兩性異形的，羽毛顏色有所不同，尤其在春天換羽後特別明顯，雄雀的顏色會變得較為鮮色，以吸引雌雀。
當春天換羽完畢後，雄雀的身體是呈鮮檸檬黃色，這種色素是來自食物中的類胡蘿蔔素。冠呈黑色，臀部白色。雌雀主要呈褐色，底部較為淡色，圍嘴黃色。過了秋天換羽後，羽毛會變得沉色，下身呈暗黃色，上身呈橄欖褐色，面及圍嘴都是淡黃色。雄雀及雌雀秋天換羽的顏色差不多完全一樣，只是雄雀的肩膀上有一些黃斑。在一些冬天分佈地，牠們的羽毛顏色可以完全沒有黃色的痕跡，主要呈中黃褐色至灰色，近看才見到些少橄欖色。
北美金翅雀的雛鳥背部呈暗褐色，下身呈淡黃色。肩膀及尾巴都是暗黑色，雙翼及臀部有暗黃色的斑紋。雄性及雌性雛鳥都是一樣顏色的。

## 分佈及棲息地

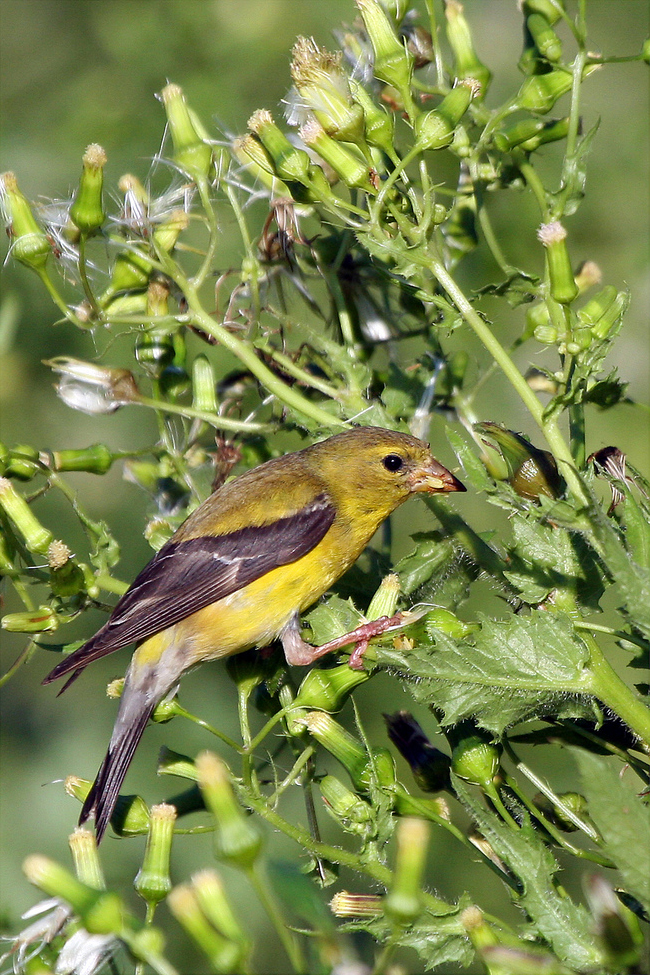
雌性北美金翅雀。

北美金翅雀喜歡遼闊的郊區，如農地、草原、氾濫平原、路邊、果園及花園。牠們也可能在遼闊的落葉林、河岸林地及次生林出沒。牠們不論在春天及秋天也都喜歡這類棲息地。
北美金翅雀夏天的繁殖地橫跨北美洲的東岸至西岸。北臨薩克其萬，南至東岸的北卡羅萊納州及西岸的加利福尼亞州北部。因寒冷天氣及減少的食物供應，牠們會向南遷徙，但只會是一段短的路程。牠們成群的遷徙，呈不規則及波浪般的飛行模式。
北美金翅雀的冬天分佈地包括加拿大南部，南經美國至墨西哥。在北面的冬天分佈地，牠們會飛近餵鳥器；在南面，牠們會棲息在像農地及氾濫平原的地方。
於19世紀及1938年分別曾有嘗試將北美金翅雀帶到百慕達及大溪地，但是都未能成功。

## 行為

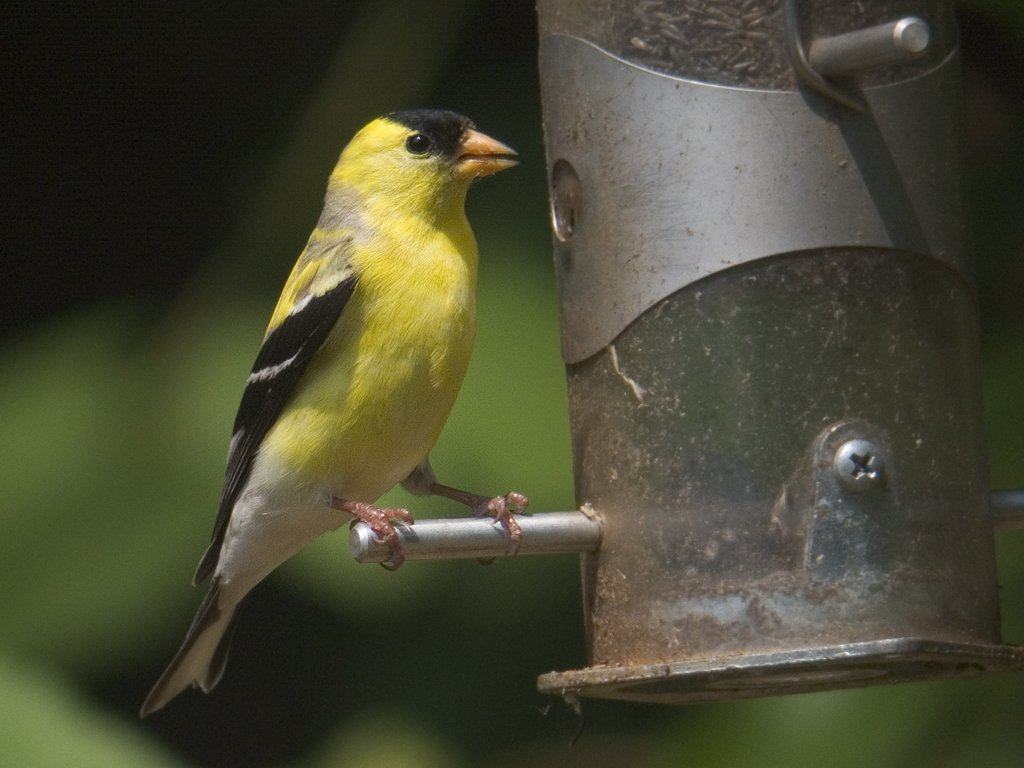
在餵鳥器覓食的雄雀。

北美金翅雀在非繁殖季節是群居的，很多時與其他的金翅雀組成大群一起生活。群落一般以不規則及波浪般的模成飛行。到了繁殖季節，牠們會以鬆散的群落聚居。當完成築巢後，雄雀會對其他入侵的雄雀帶有攻擊性，雌雀則同樣對其他雌雀帶有攻擊性。當生蛋後，這種攻擊性就會消失。
北美金翅雀不會對掠食者帶有攻擊性，只會發出警報。掠食者包括蛇、鼬鼠、松鼠及冠藍鴉會破壞牠們的鳥蛋及殺死雛鳥，鷹及貓則會威脅雛鳥及成鳥。

### 食性
北美金翅雀是日間活動的。牠們主要吃種子，但有時也會吃昆蟲。種子可以是多種一年生植物的，如野草、薊、川續斷、蒲公英、豚草屬、毛蕊花屬、秋英屬、婆羅門参屬、向日葵及榿木屬.牠們也會吃樹芽、楓樹汁及草莓。牠們會走到人類設置的餵鳥器來覓食，尤其是在冬天的時候。

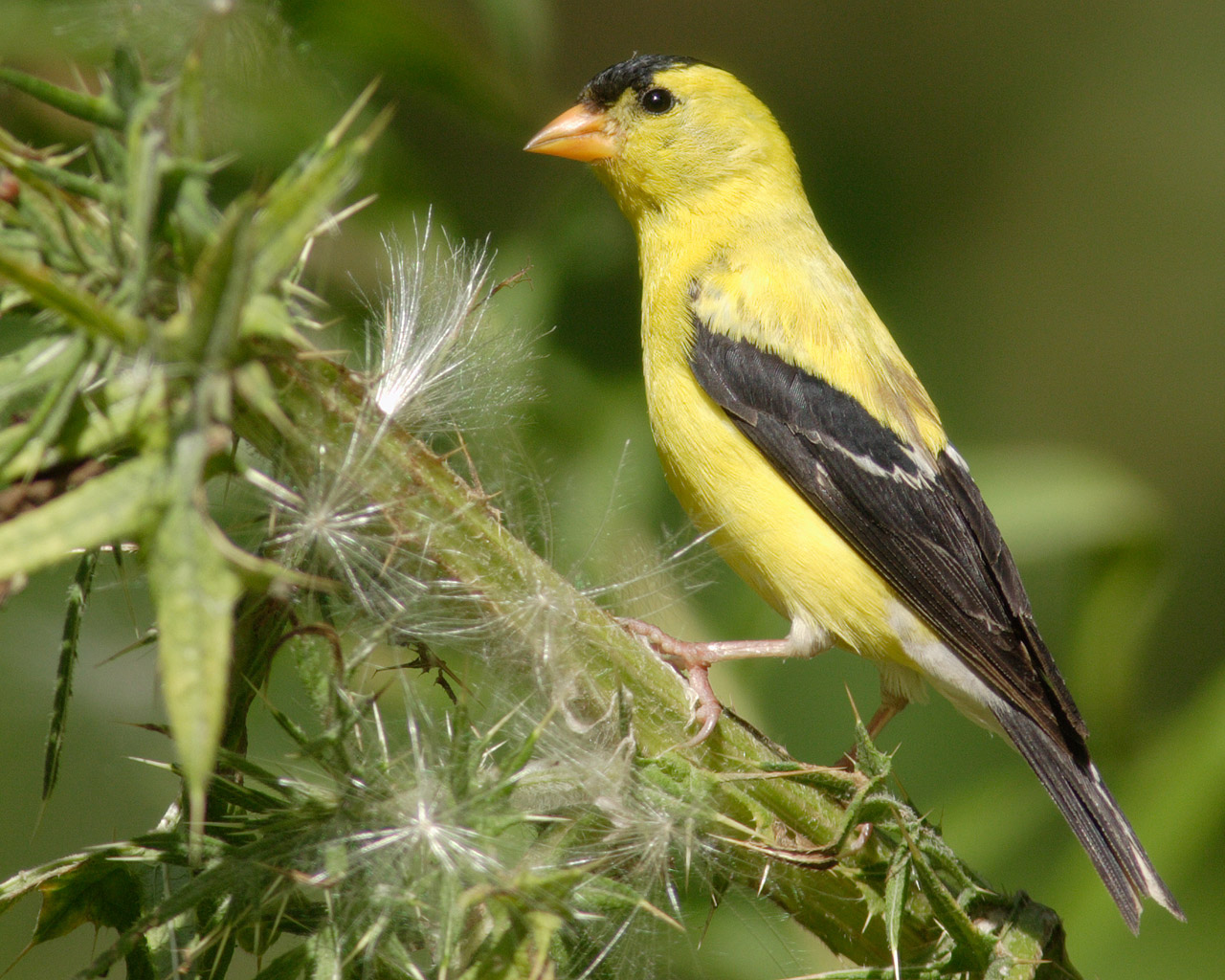
站在薊上的雄雀。

北美金翅雀會以腳來幫助覓食。牠們很多時會掛在種子穗上，以方便吃種子。在春天，牠們會以喙將柔荑花序逐一拉出來，再用腳來踏著保持姿勢。這種技巧可以幫助牠們找到一些較難到達的食物，增加生存的機會。

### 繁殖
北美金翅雀的繁殖季節比其他金雀属來得遲，這可能是與夏末有豐富的種子有關。
雄雀會在空中飛行及唱歌來示愛，一般會在7月末開始。雌雀會曲折飛行，雄雀則會跟隨。雄雀會以喙及羽毛的顏色，來表示自己的質素及體能，包括短期（現時的身體狀況）及長期（基因）的。若雌雀接受雄雀，兩者會圍圈飛行，而雄雀會一邊飛一邊囀鳴。
雄雀一旦找到伴侶，就會選擇地盤，一邊囀鳴一邊定界。當完成後，雄雀會低飛及平飛，再跨張的飛行，拍動雙翼近至身體，急降至地面，再張開雙翼滑翔向上，形成一連串的圈。2-3對伴侶會組成鬆散的群落，目的可能是互相幫助對抗掠食者。
雌雀會於夏末在落葉林的樹枝上築巢。約需6天的時間來完成。當雌雀搜集築巢的物料時，雄雀就會飛近雌雀並將物料帶回巢中，留給雌雀來建築。巢的外圍是以樹皮、野草、藤蔓及草。巢的內徑約為6.5厘米。內側由蜘蛛網及毛蟲絲繫緊的樹皮來支撐，巢內由乳草、薊或香蒲的植物包圍。巢是緊密編織，能夠盛水，大雨後甚至可能會浸死雛雀。
北美金翅雀每次會生4-6隻蛋，蛋呈卵狀，大小約16 x 12毫米，如花生般大。一般相信牠們會於晚間生蛋。蛋是由雌雀單獨孵化，雄雀則尋找食物。一般每年只會生一次蛋。
12-14日的孵化期後雛雀就會出生。出生時雛雀依賴性極高，沒有羽毛，全身呈紅色，絨毛呈淡灰色，眼睛未能看見。母雀會以反芻的種子及昆蟲來餵雛雀。雛雀生長得很快，3日後就會張開眼睛，11-15日就會長出橄欖褐色的羽毛，並開始練習短飛。3星期大就會換羽，但仍由雄雀餵養。
北美金翅雀有時是巢寄生的受害者，尤其是棕頭牛鸝。一項研究發現9%的巢都有棕頭牛鸝的蛋在。牠們是很差的寄主，研究發現棕頭牛鸝蛋的孵化率及雛鳥換羽率很低。不過，牠們卻沒有任何適應性可以抗衡巢寄生。低孵化率及換羽率可能是因未能得到足夠的養份所致。

## 與人類關係
北美金翅雀並不受人類活動所威脅。伐林雖然對很多物種構成威脅，但卻對北美金翅雀有益。清除林地令新熱帶界的候鳥數量減少，但卻對短程遷徙的候鳥及留鳥有益，幫助開拓適合的棲息地。
北美金翅雀是愛荷華州、新澤西州及華盛頓州的州鳥。

## 外部連結
- Internet Bird Collection（页面存档备份，存于）
- The American Goldfinch Show
- 北美金翅雀的歌聲 （页面存档备份，存于）